# El Salvament (Sant Feliu de Guíxols)
El Salvament és una antiga estació de salvament de nàufrags situada al port de Sant Feliu de Guíxols (Baix Empordà). Construïda al segle xix, està protegida com a bé cultural d'interès local.
Actualment és una de les seus del Museu d'Història de Sant Feliu de Guíxols dedicada al salvament marítim.

## Descripció
L'edifici va ser inaugurat l'any 1890. Està construït a 13 m sobre el nivell del mar dominant els ports de l'Abric i de Calasanç. Amb parets de maó es construeix un edifici que consta de planta baixa, dividida en dues naus, una de 6 x 14 m i l'altra de 4 x 14 m, una planta alta o torre més petita edificada sobre l'angle de llevant. Aquesta caseta albergarà el bot salvavides Miquel de Boera amb el seu carro per avarar (beneïts el 1898), un saló de sessions decorat amb senzillesa i elegància, despatx de secretaria, arxiu amb tota la documentació de la Junta, varis útils de salvament, taules d'instruccions en diversos idiomes, instruments òptics, caixa amb telègraf internacional de senyals i un departament amb llits per albergar els nàufrags.
Exteriorment destaca el joc de columnes adossades a la planta baixa. Dona peculiaritat a l'edifici la torre coronada amb un penell.

## Història
La caseta està situada a la punta dels Guíxols, també anomenat Fortim o Salvament, un esperó que divideix la badia en dos ports naturals i és un emplaçament històric lligat a la defensa i protecció de la ciutat. Hi ha assentaments ibers del segle V aC. Al segle VII es formà la llegenda de sant Feliu l'Africà, segons la qual el màrtir cristià va ser llançat al mar des del cim de la punta dels Guíxols. El 1354, Sant Feliu era port i carrer de Girona, i el 1443 es va constituir un Consolat de Mar.
A finals del segle xix es va constituir una Junta Local de Salvament de Nàufrags basada en el voluntariat per a socórrer mariners i pescadors. El 1886 es va constituir com a filial de la "Sociedad Espanyola de Salvamiento de Náufragos" i va promoure la construcció de l'estació de salvament amb embarcacions i equipaments de rescat.
El 1936 es va construir al costat un niu de metralladores que es va utilitzar com a refugi civil durant els bombardejos. A partir del 1940 el salvament de nàufrags va quedar en mans de l'Armada, i a partir del 1971 de la Creu Roja del Mar. L'estació de salvament no es va seguir utilitzant degut a la seva altitud sobre el mar.